# Szent Miklós-templom (Vilnius)
Szent Miklós-templom (litvánul: Šv. Mikalojaus bažnyčia) Litvánia legrégebbi temploma, amely Vilnius óvárosában található.

## Története
A 14. században épült templomról fennmaradt első írásos feljegyzések 1387-ből származnak. 1901 és 1939 között a Szent Miklós-templom volt az egyetlen vilniusi templom, ahol litván nyelvű misét tartottak. Ezenfelül a litván kultúra központja volt (híres esperese, Kristupas Čibiras 1942-ben egy bombatámadás során vesztette életét).
Az 1920–40-es években fehérorosz nyelvű prédikációkat is tartottak a templomban olyan ismert lelkészek, mint Adam Stankievič, Vincent Hadleŭski, Jazep Hiermanovič és Kazimir Svajak.
A második világháború után a Vilniusi székesegyházat bezárták, ezért a Vilniusi érsekség átkerült a Szent Miklós-plébánia épületébe. Ettől kezdve a Szent Miklós-templom tulajdonképpen ellátta a székesegyház feladatait.
A szovjet megszállás alatt a templom kertjében szobrot emeltek Szent Kristófnak, a város védőszentjének (Antanas Kmieliauskas szobrászművész műve, 1959); ez nyilvánvalóan ellenállási tett volt, mivel a város címerét, amelyen Szent Kristóf alakja is megtalálható, akkoriban betiltották.

## Építészet
A régészek szerint egyazon római katolikus templom maradt fenn napjainkig. Külsőleg a templom a téglagótikára jellemző stílusjegyeket mutat, belső terét azonban többször átalakították. A templom harangtornya a 17. században épült barokk stílusban. Homlokzatát két vaskos, levágott tetejű támpillér szegélyezi. A háromszög alakú timpanont a fülkékkel nemrégiben újították fel, hangsúlyozva eredeti gótikus jellegüket. A belső térben négy nyolcoldalú oszlop támasztja alá a háló- és csillagboltozatokat. A főoltáron egy 16. századból származó festmény található, amely Szent Miklóst ábrázolja. A templomot két szobor díszíti: a gótikus stílusú Szent Lajos szobor, illetve Nagy Vytautas bronz mellszobra, amelyet 1930-ban állítottak fel (Rapolas Jakimavičius alkotása).

## Galéria

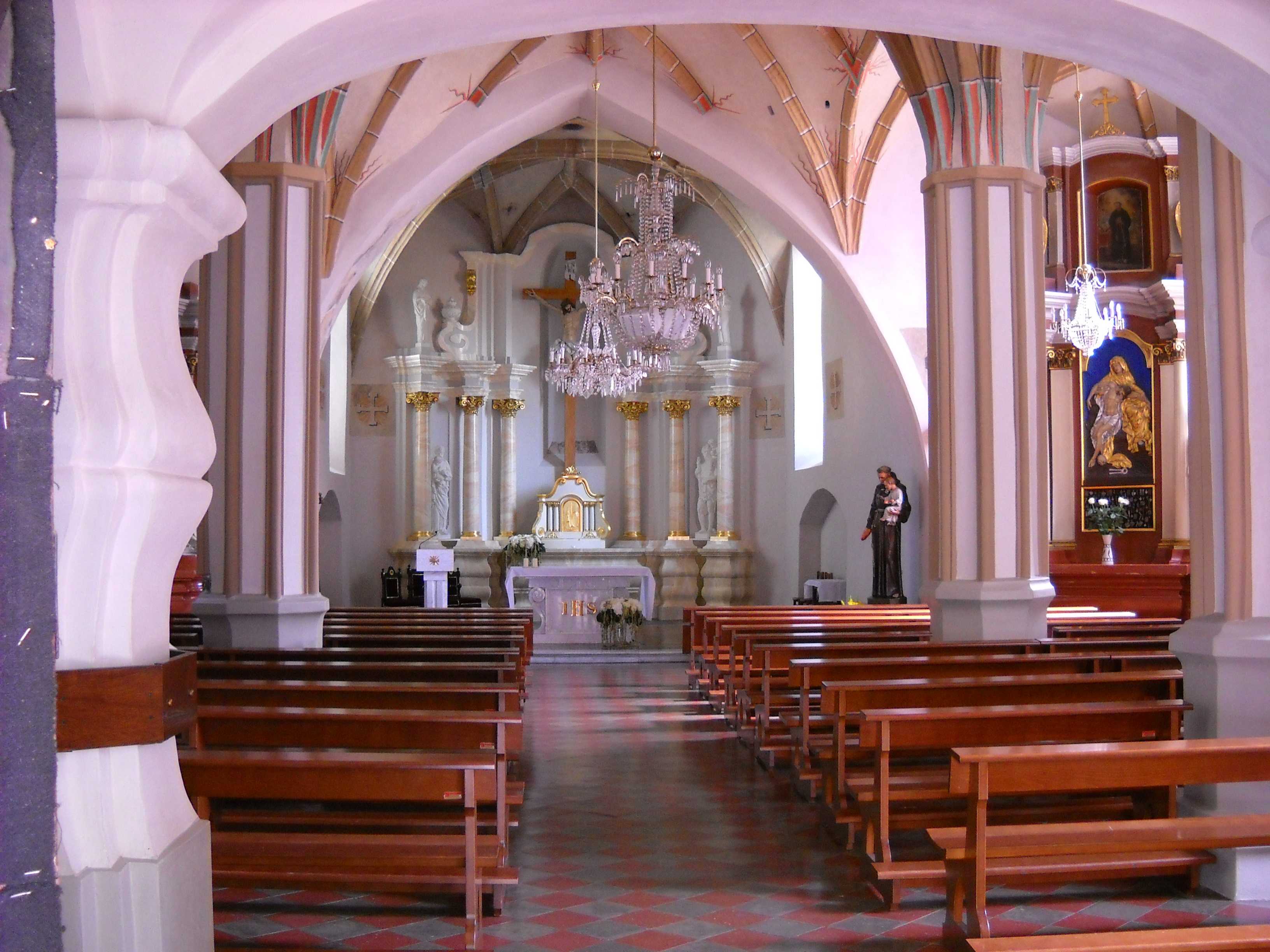
Főoltár
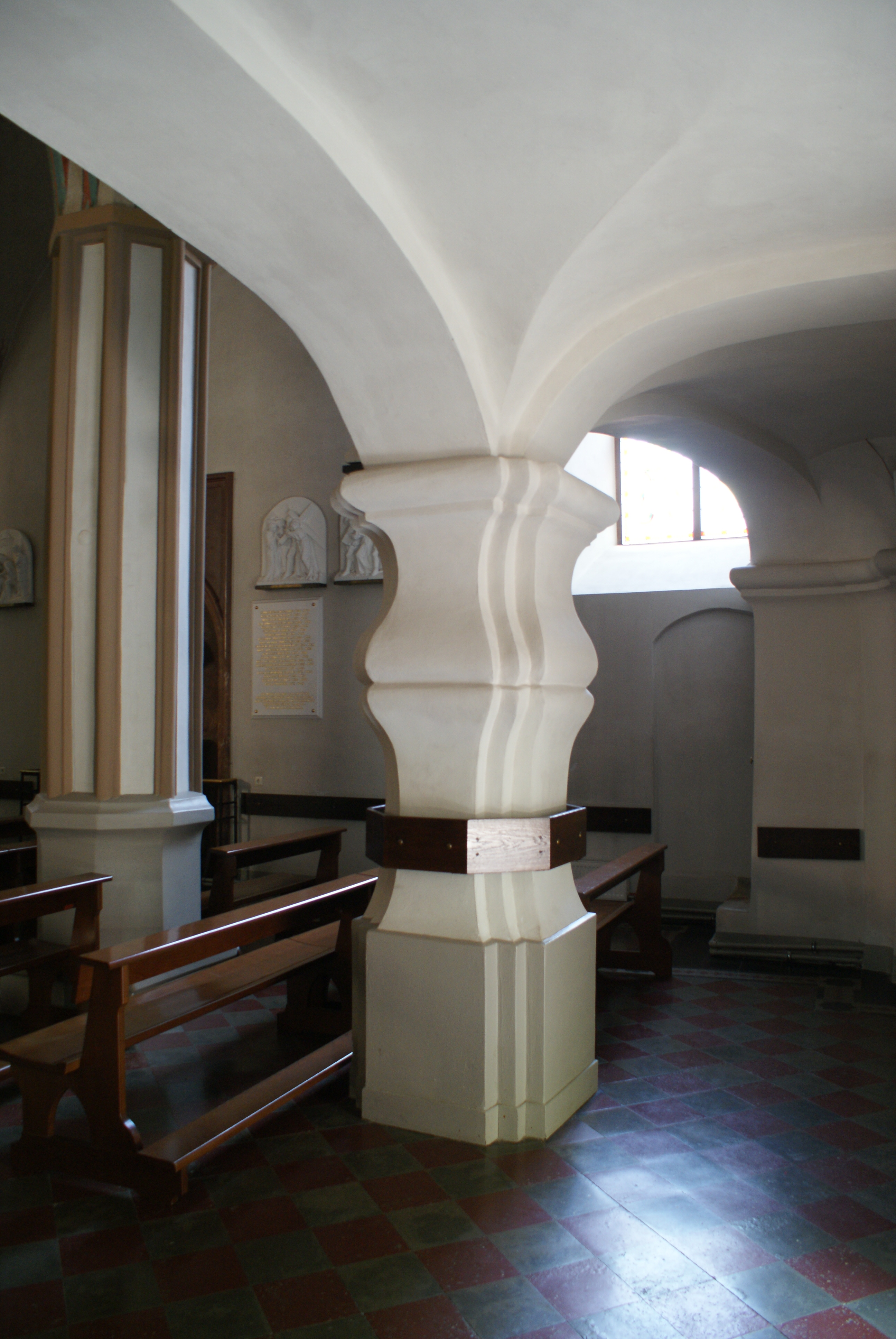
Belső részlet
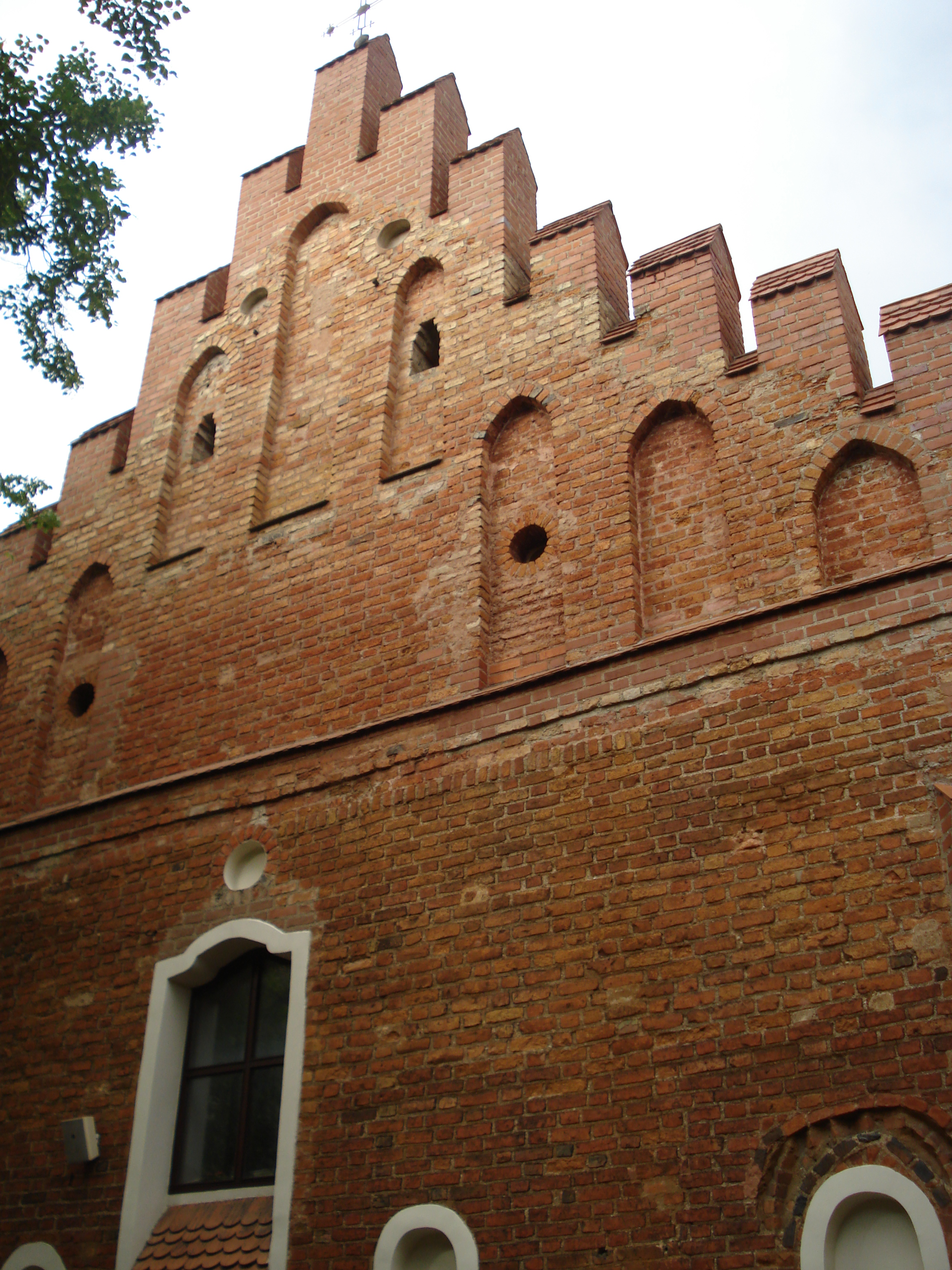
Timpanon
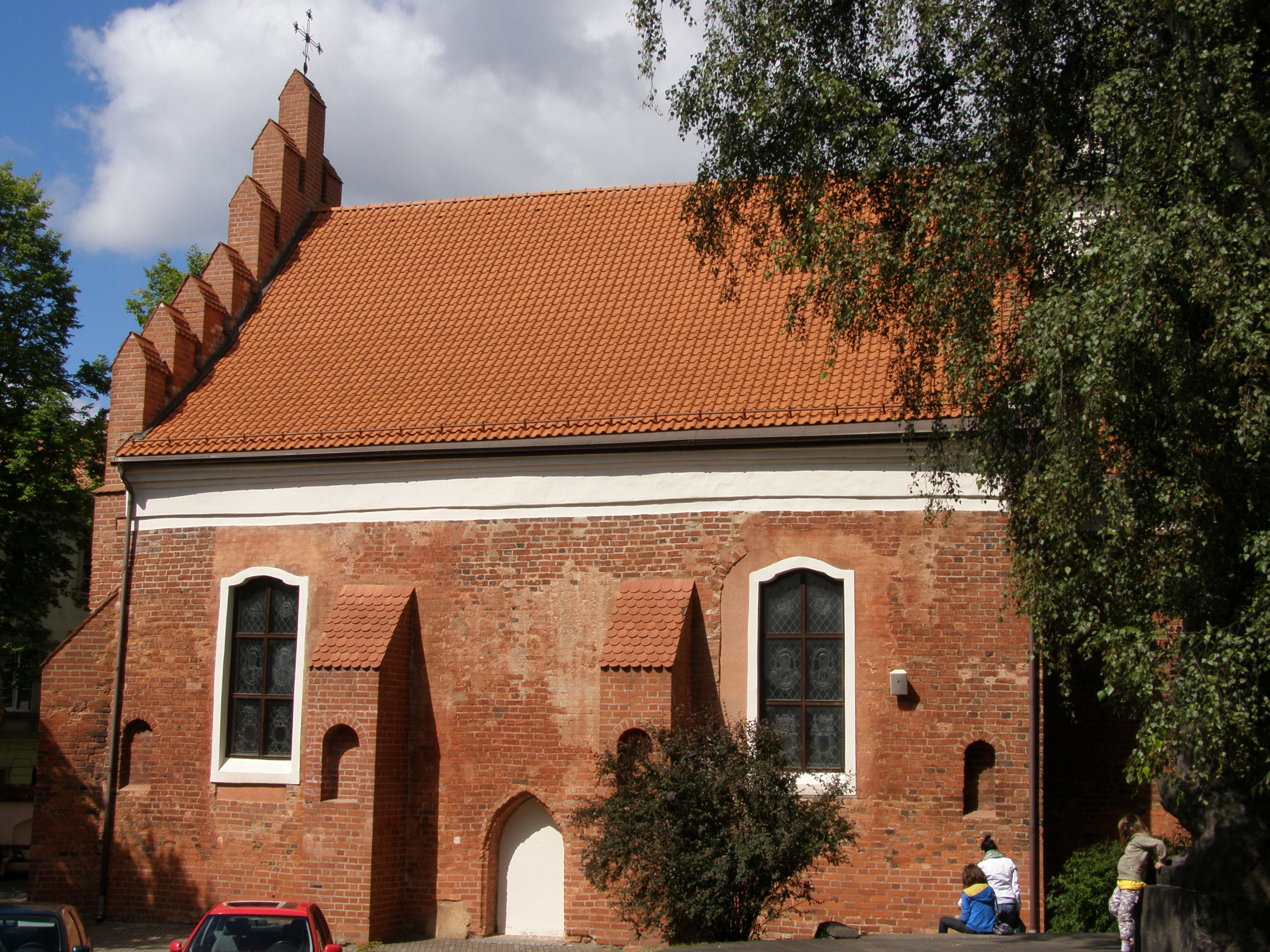
Oldalról

## Fordítás
- Ez a szócikk részben vagy egészben  a   Church of Saint Nicholas, Vilnius című angol Wikipédia-szócikk ezen változatának fordításán alapul.  Az eredeti cikk szerkesztőit annak laptörténete sorolja fel. Ez a jelzés csupán a megfogalmazás eredetét és a szerzői jogokat jelzi, nem szolgál a cikkben szereplő információk forrásmegjelöléseként.